# Плёсо (Шенкурский район)
Плёсо — посёлок в Шенкурском районе Архангельской области. Входит в состав муниципального образования «Ровдинское».

## География
Деревня расположена в южной части Архангельской области, в таёжной зоне, в пределах северной части Русской равнины, в 62 километрах на юг от города Шенкурска, на правом берегу реки Суланда, притока Пуи. Ближайшие населённые пункты: на востоке, на противоположенном берегу реки, деревня Федоровская.
Часовой пояс
Плёсо, как и вся Архангельская область, находится в часовой зоне МСК (московское время). Смещение применяемого времени относительно UTC составляет +3:00.

## Население
| 2002 | 2010 | 2012 |
| ---- | ---- | ---- |
| 242  | ↘189 | ↗206 |

## Инфрастуруктура
В посёлке 7 улиц: Лесная, Набережная, Первомайская, Почтовая, Центральная, Школьная, Южная. Есть ФАП, компания по добычи природных ресурсов "Ант-лес".